# Rinaldo in campo
Rinaldo in campo è una commedia musicale di Garinei e Giovannini andata in scena per la prima volta al teatro Alfieri di Torino il 12 settembre 1961, in concomitanza con i festeggiamenti di Italia '61 che, in quell'anno, si svolsero nella stessa città per il centenario dell'Unità d'Italia.

## La trama
La storia narra l'epopea del brigante Rinaldo Dragonera che agisce in Sicilia. Rinaldo è una sorta di Robin Hood che ruba ai ricchi per aiutare i diseredati. Di lui si innamora Angelica, una nobildonna siciliana che sostiene la causa di Garibaldi.
Grazie all'esempio di Angelica, Dragonera prende atto che rubare, sia pure per aiutare i poveri, è pur sempre un reato, e pertanto decide di unirsi a Garibaldi per la liberazione della sua Sicilia dall'occupazione dei Borboni. La morale è che l'amore riesce a vincere ogni avversità ed a modificare l'animo della persona più malvagia.

## La prima
Il cast comprendeva: Domenico Modugno, Delia Scala, Paolo Panelli, Franco Franchi (sostituito poi da Beniamino Maggio), Ciccio Ingrassia (sostituito poi da Alberto Sorrentino), Giuseppe Porelli.
Goffredo Spinedi, Elio Rizzi, Giorgio Zaffaroni, Lino Benedetto, Willy Colombini, Toni Ventura, Umberto D'Alessandro, Marcello Ferralonga, Fernando Veiga, Rocco Leggieri, Mimmo Del Prete interpretavano i briganti. Le donne dei briganti erano Josephine Lisle, Lettie Tayman, Denise Clinch, Herta Ekcle, Renata Zamengo, Ariella Menetto, Gabriella Panenti, Lida Vianello. Partecipavano inoltre Simona Sorrisi, Dante Biagioni, Angelo Pericet e i pupi dei Fratelli Napoli. 
Le musiche erano di Domenico Modugno, orchestrate dal cantautore insieme a Nello Ciangherotti, che diresse l'orchestra. Le coreografie di Herbert Ross, le scene e i costumi di Giulio Coltellacci. Enzo Musumeci Greco aveva collaborato come maestro d'armi.
La commedia ebbe un grande successo. La compagnia fu chiamata a portare la commedia anche al Théâtre des Champs-Élysées di Parigi, dove fu replicato per quattro mesi. L'opera fu anche tradotta in russo e serbo e rappresentata a Mosca e Belgrado. Una versione televisiva venne trasmessa sul Programma Nazionale, divisa in 3 puntate, dal 24 novembre all'8 dicembre 1962, con la regia televisiva di Carla Ragionieri.
Vennero poi allestite, in teatro, una seconda edizione nel 1987 e una terza nel 2011.

## Seconda edizione
La seconda edizione ebbe luogo nel 1987 e presentava il seguente cast:
- Rinaldo Dragonera, Massimo Ranieri
- Angelica di Valscutari, Laura Saraceni
- Chiericuzzo Rodolfo Laganà
- Facciesantu Luigi Maria Burruano
- Prorunasu Giacomo Civiletti
- Il barone di Castrovillari Carlo Croccolo
- Zia Agata Italia Chiesa
- Armida Ornella Buttazzo
- Clorinda Gioia Guida
- Marfisa Mariella Castelli
- Scippalestu Antonio Gullo
- Lu lupu de li munti Claudio Jurman
- Sfaticadu Marino Masella
- Puddu u rinnegatu Cesare Proietti
- Calascione Antonio Parisi
- Sprecamuorti Filippo Verdirossi
- Don Niccolò Niccoresi Fiorenzo Napoli
- Pasqualina Daniela Poiana
- Il Carceriere Jean Marc Vossel
- Il nonno Francesco Squillaci
- Carmela Elisabetta Rulli
- Rosa Laura Antonelli
- Santuzza Marta Diminich
- Rosalia Ombretta Bertuzzi
- Il capitano Birolli Sandro Carotti

ed inoltre i pupi dei Fratelli Napoli.
- Coreografie di Franco Miseria; scene e costumi di Giulio Coltellacci con una rielaborazione scenografica a cura di Uberto Bertacca.
- Maestri d'armi: Renzo ed Enzo Musumeci Greco.

## Terza edizione
La terza edizione ebbe luogo nel 2011 al teatro Sistina, dal 22 dicembre 2011 al 22 gennaio 2012, con il seguente cast:
- Rinaldo Dragonera, Fabio Troiano
- Angelica di Valscutari, Serena Autieri
- Chiericuzzo Rodolfo Laganà
- Il barone di Castrovillari Gianni Ferreri
- Facciesantu Giuseppe Sorgi
- Prorunasu Rosario Terranova
- Clorinda Rachele Pacifici
- Regia di Massimo Romeo Piparo
- Scenografie Giancarlo Muselli

## Le canzoni

### Primo atto
1. Introduzione 1º tempo
2. Dragonera
3. Cantastorie (1ª parte)
4. Orizzonti di gioia
5. Lupi e pecorelle
6. Notte chiara
7. Pizzica pizzica
8. Duetto sì e no
9. Danza dei bastoni

### Secondo atto
1. Introduzione 2º tempo
2. Non siete degni
3. Orizzonti di gioia (ripresa)
4. Tre somari e tre briganti
5. Danza dei coltelli
6. Calatafimi
7. La bandiera
8. Cantastorie (2ª parte)
9. Se Dio vorrà

### L'album
Il 24 novembre 1961 la Fonit Cetra ha pubblicato, con lo stesso titolo, un disco 33 giri con le musiche dello spettacolo (disco LP 20016).